# Pseudochelidae
Famille
Pseudochelidae est une famille de crevettes (crustacés décapodes) de la super-famille Bresilioidea.

## Liste des genres
Selon World Register of Marine Species (30 décembre 2018) :
- genre Pseudocheles Chace & Brown, 1978

## Publication originale
- De Grave & Moosa, 2004 : A new species of the enigmatic shrimp genus Pseudocheles (Decapoda: Bresiliidae) from Sulawesi (Indonesia), with the designation of a new family Pseudochelidae. Crustacean Research, vol. 33, pp. 1-9 (introduction) (en + ja)